# Florianópolis
Florianópolis, coneguda també per l'apòcope Floripa i pel sobrenom Ilha da Magia (illa de la màgia), és la capital de l'estat brasiler de Santa Catarina, a la regió sud del país. La ciutat es troba a l'est de l'estat i és banyada per l'oceà Atlàntic. La major part (97,23%) està situada a l'illa Santa Catarina, amb prop d'un centenar de platges, diverses d'elles en estat verge o sense urbanitzar i poc conegudes pels centenars de milers de turistes que la visiten anualment.
Fundada l'any 1673 per Francisco Dias Velho, va créixer gràcies a l'arribada de colons vinguts de les Açores. La petita localitat va emancipar-se i guanyar estatus independent el 23 de març de 1726. Va rebre el seu nom actual l'any 1894, en homenatge al llavors president Floriano Peixoto, reemplaçant la seva anterior denominació Nossa Senhora do Desterro. Actualment és un centre de comerç, serveis i turisme.
Té una població de 537.211 habitants, d'acord amb el cens demogràfic de 2022 de l'Institut Brasiler de Geografia i Estadística (IBGE). És el segon municipi més poblat de l'estat, després de Joinville, el 5è més poblat de la regió Sud, després de Curitiba, Porto Alegre, Joinville i Londrina, i el 39è més poblat del Brasil. La regió metropolitana té una població estimada d'1.209.818 habitants, la 21a major del país. Florianópolis compta amb una àrea de 674,844 km², situant-se en el 29è lloc per extensió territorial dels municipis de Santa Catarina.

## Toponímia

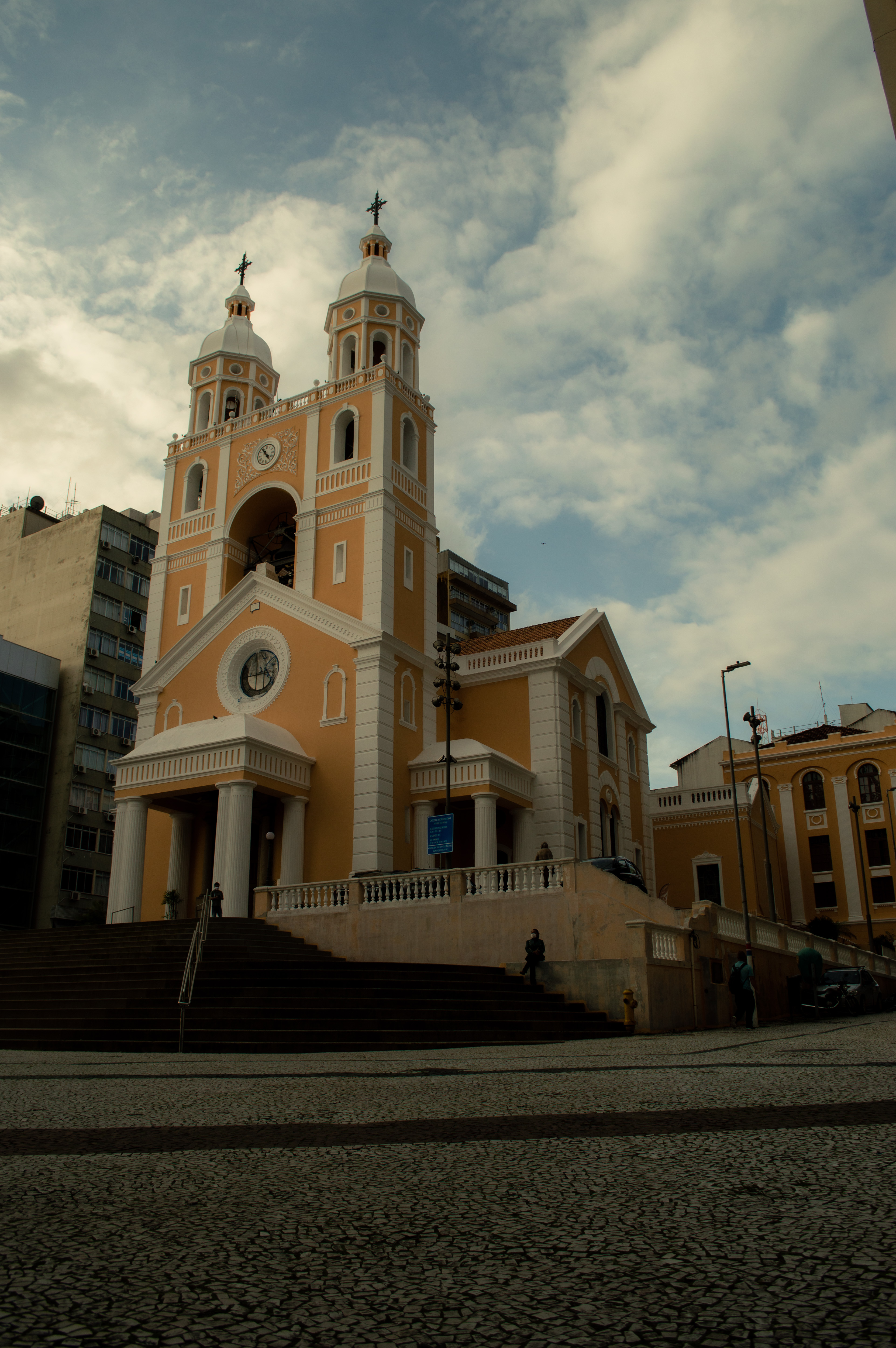
Catedral Metropolitana de Florianópolis

En l'època pre-crabalina, l'illa era anomenada pels carijós com Meiembipe ("muntanya al llarg de la mar"). Els portuguesos van batejar-la en honor a Santa Caterina d'Alexandria, batejada així pel mariner Sebastiano Caboto durant l'expedició que va dur-lo fins al Riu de la Plata (1527). Francisco Dias Velho, el fundador del primer assentament estable a l'illa, va manar construir-hi una capella en honor a Nossa Senhora de Desterro (Mare de Déu del Desterrament), i aquest acabaria sent el primer nom oficial de la colònia. Tot i això, durant molt de temps al municipi se li va seguir dient igual que a l'illa, com ho demostren la correspondència oficial i les cartes de navegació de l'època.
Tot i tractar-se d'una referència a la fugida de la Sagrada Família a Egipte (Nossa Senhora do Desterro és un dels noms que rep la Verge Maria); aquest nom desagradava a certs residents, ja que el nom també remet a algú que es troba a l'exili després d'haver comés un crim, com si l'illa fos un lloc on fossin destinats. Aquesta manca d'afició pel nom va fer que al segle xix es produïssin algunes votacions per a un possible canvi. Un dels suggeriments va ser "Ondina", el nom d'una criatura mitològica, protectora dels mars.
L'any 1894, amb la derrota de la Revolució Federalista, el governador de l'estat, Hercílio Luz, va canviar el nom pel de Florianópolis. en honor al llavors President de la República Floriano Peixoto, L'elecció del nom va ser, però, una confrontació directa amb bona part de la població de Desterro. Peixoto no era una autoritat popular a la ciutat i es va enfrontar a una gran resistència del seu govern a l'illa. Com que la ciutat era un dels principals punts d'oposició al president, va enviar un exèrcit a la ciutat per anihilar la resistència. El nom va ser donat poc després de la "Massacre d'Anhatomirim" o "Tragèdia de Desterro" que es va produir a la fortalesa militar de l'illa d'Anhatomirim, al nord de l'illa de Santa Catarina, quan unes 300 rebels van ser afusellats. Encara avui hi ha moviments que demanen un nou canvi de nom, a causa de la polèmica.

### Gentilici
El seu gentilici és florianopolità (florianopolitano, en portuguès). Popularment, als habitants de la ciutat se'ls anomena també manezinhos. Aquest mot és un diminutiu de Mané, que al seu temps és un apòcope de Manuel. Manuel era un nom molt comú a les es, d'on arribà el primer gran contingent de migrants europeus. Els trets fonètics i gramaticals propis dels nascuts a l'illa, més marcats en els veïns de barris tradicionals allunyats del centre i en petites comunitats pesqueres, s'han considerat un dialecte del portuguès brasiler conegut com manezês.

## Història

### Civilitzacions precabralines

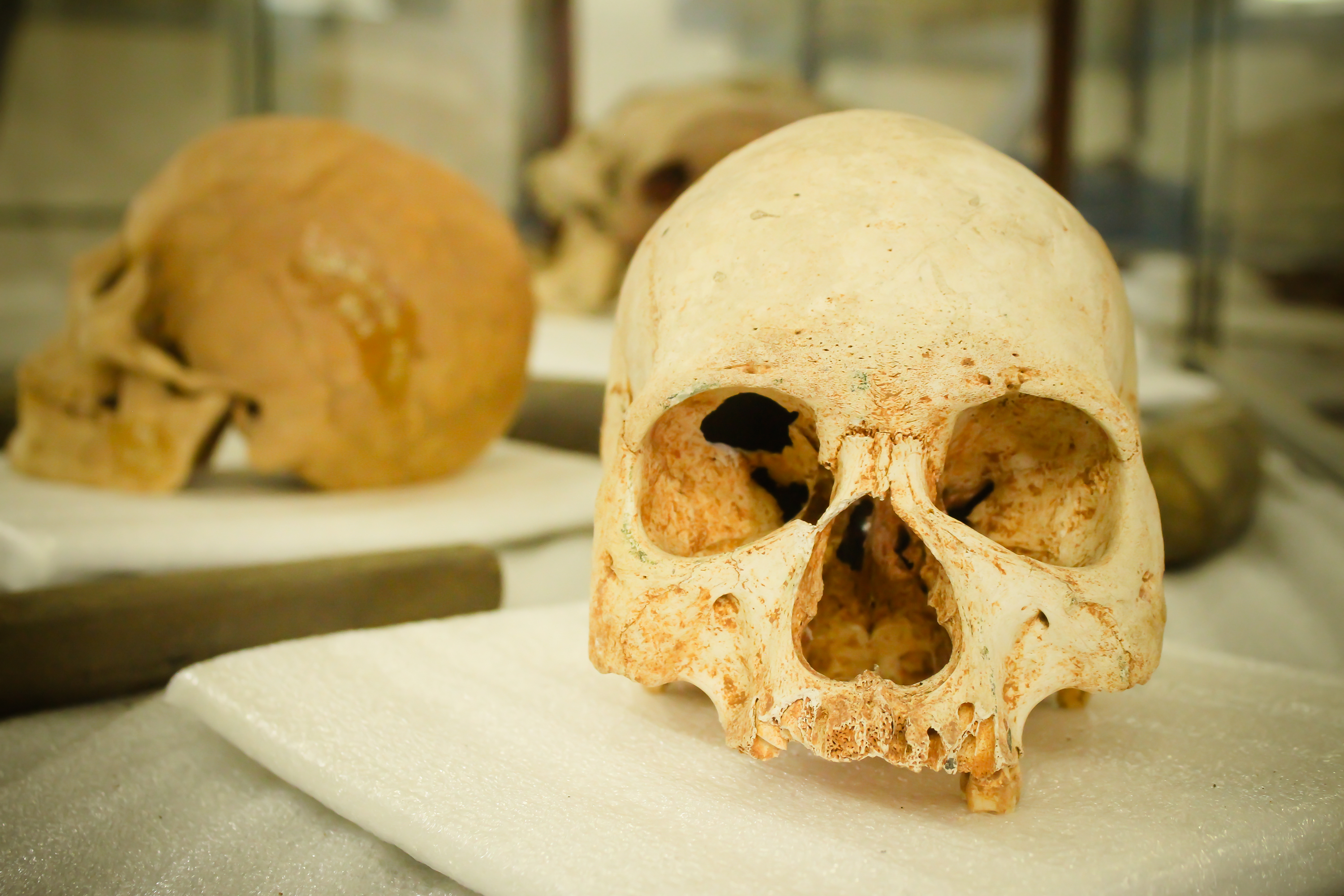
Crani al Museu de l'Home de Sambaqui.

Hi ha constància de la presència de l'anomenat Home de Sambaqui en jaciments arqueològics, els registres més antics dels quals es remunten al 4800 aC. L'illa té nombroses inscripcions rupestres i restes arqueològiques, sobretot en diverses de les seves platges. Cap a l'any 1000 dC, les tribus tupís procedents de l'Amazònia —que havien estés el seu domini fins al litoral sud del Brasil— van ocupar l'illa, expulsant els indígenes tapuia que habitaven la regió i que van haver de desplaçar-se a l'interior del continent.
Al segle xvi, quan van arribar els primers europeus a la regió, hi habitava un d'aquells pobles tupís, els Carijós. Si bé practicaven l'agricultura, pescaven i recol·lectaven mol·luscs com a activitats bàsiques per a la seva subsistència. L'estret que el separa del continent s'anomenava Y-Jurerê-Mirim, terme que significa "petita boca d'aigua". Els indígenes serien posteriorment esclavitzats per colons d'origen portuguès, arribats de la capitania de São Vicente.

### Seglesxviixvii

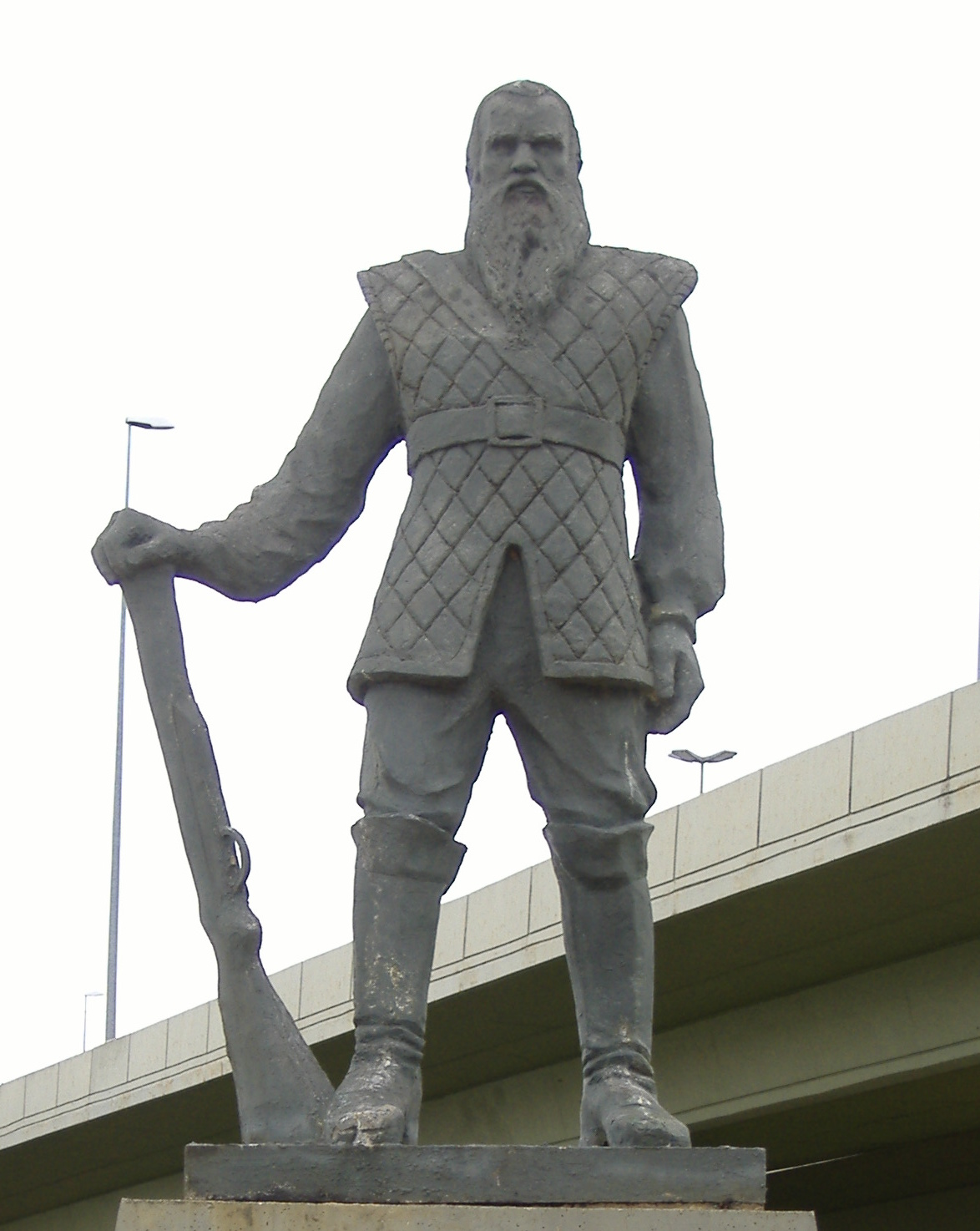
Estàtua a Francisco Dias Velho

Al llarg del segle xvi i xvii, les embarcacions a camí de la Conca de la Plata atracaven a l'Illa Santa Catarina per tal de proveir-se d'aigua i aliments. No obstant això, no va ser fins al 1673 que el bandeirante Francisco Dias Velho no va començar l'assentament de l'illa. Al poblat hi va construir una modesta capella, on avui es troba la Catedral Metropolitana de Florianópolis, dedicada a la Mare de Déu del Desterrament. Aquest va ser el segon poble fundat a l'estat i en aquell temps depenia de Laguna. La nova localitat va tenir un paper polític important en la colonització de la regió.
L'illa era freqüentada per pirates i corsaris. L'any 1687, el llogarret va ser saquejat i Dias Velho va ser assassinat. Gran part de la població va fugir a Laguna o va tornar a São Vicente, i Florianópolis va quedar estancada durant dècades.

### Seglexviii

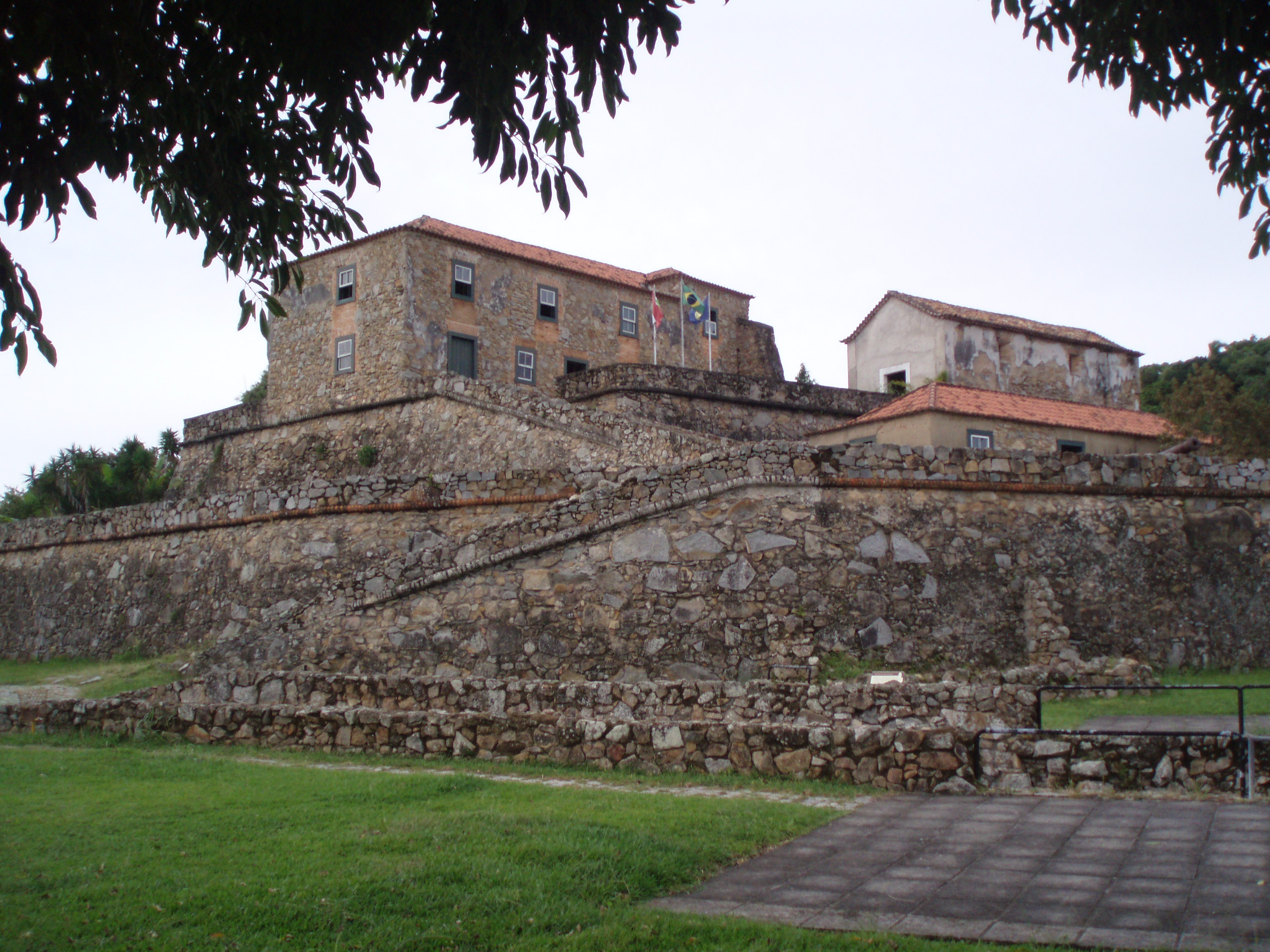
Fortalesa de São José da Ponta Grossa, al barri de Jurerê

Un cop es va reprendre el creixement poblacional de l'illa, els nous colons van anar ocupant altres punts del litoral. El 15 de març de 1726, va emancipar-se de Laguna, i el 26 de març del mateix any fou elevat a la categoria de vila. Tota la regió depenia de la Capitania de São Paulo, però el 1738 la corona va segregar-ne els territoris del sud, creant la Capitania de Santa Catarina amb capital a Desterro. L'illa, per la seva posició estratègica com a avantguarda dels dominis portuguesos al sud del Brasil colonial, va ser ocupada militarment a partir del 1739, quan van començar a erigir-hi les fortaleses necessàries per a defensar la regió. Aquest fet va suposar un pas important en l'ocupació de l'illa.
A partir de mitjans del segle xviii, l'illa de Santa Catarina va començar a rebre un important nombre d'immigrants de les Açores, que van arribar al Brasil animats per la corona portuguesa per pal·liar l'excedent de població a la seva terra d'origen i ocupar les despoblades capitanies sud-americanes. Amb la migració, l'agricultura i la indústria manufacturera del cotó i el lli van prosperar. Encara avui es troben a la ciutat productors artesanals de farina de mandioca i teixits de randa fets per puntaires al coixí. Va ser en aquell segle que van construir-se els primers ports pesquers destinats a la pesca de balenes: Els principals van ser l'armação de Pântano do Sul, al sud-est de l'illa; i el de Piedade, a la costa continental propera al nord de Santa Catarina (actualment, municipi de Governador Celso Ramos). Emperò, el valuós oli de balena anava directament a Lisboa, sense deixar cap benefici econòmic a la regió.
Durant el transcurs de la guerra hispano-portuguesa (1776-1777), on les dues potències ibèriques es disputaven el domini sobre la Banda Oriental, l'illa va ser presa per l'armada espanyola. Poc després, Portugal va recuperar-la pel Tractat de San Ildefonso (1777).

### Seglexix
Al segle xix, el 24 de febrer de 1823 (pocs mesos després de la proclamació d'independència), Desterro va ser elevada a la categoria de ciutat; i va esdevenir capital de la província de Santa Catarina, hereva de l'antiga capitania. Es va inaugurar un període de prosperitat, amb la inversió de recursos federals. Es van plantejar la millora del port i la construcció d'edificis públics, entre altres obres urbanístiques. També va destacar la modernització política i l'organització d'activitats culturals, entre les quals els preparatius per a la recepció de Pere II del Brasil i l'emperadriu Teresa Cristina (1845). L'octubre d'aquell mateix any, el vaixell imperial fondejava als afores de l'illa, l'emperador hi va romandre durant gairebé un mes. Durant aquest període, el monarca va anar diverses vegades a l'església (avui catedral arxidiocesana), va passejar pels carrers de la ciutat i a la Casa del Govern va tenir lloc una gran recepció oficial.
La República va arribar el 1889, iniciant una etapa de forta inestabilitat institucional i econòmica al país, conegut com la República de l'Espasa. El 1891, el mariscal Deodoro da Fonseca va renunciar a la presidència després d'esclatar la Revolta de l'Armada. El vicepresident Floriano Peixoto va assumir el poder, però va negar-se a convocar eleccions, incomplint la Constitució brasilera recentment promulgada. Aquest fet va desfermar la Segona Revolta de l'Armada (a Rio de Janeiro) i la Revolució Federalista (a Rio Grande do Sul). Les dues insurreccions van arribar a Desterro amb el suport de la ciutadania catarinense. Tanmateix, Floriano Peixoto els va contenir empresonant els seus líders i manant executar-los, afusellats a la fortalesa de Santa Cruz d'Anhatomirim, en l'episodi anomenat Massacre d'Anhatomirim (1894). L'elit que va restar a la ciutat, favorable a Peixoto, va acordar rendir tribut al president i donar a la ciutat el nom de Florianópolis, és a dir, "ciutat de Floriano".
- Victor Meirelles, 1847
- Eduardo Dias, c. 1894

### Seglexx

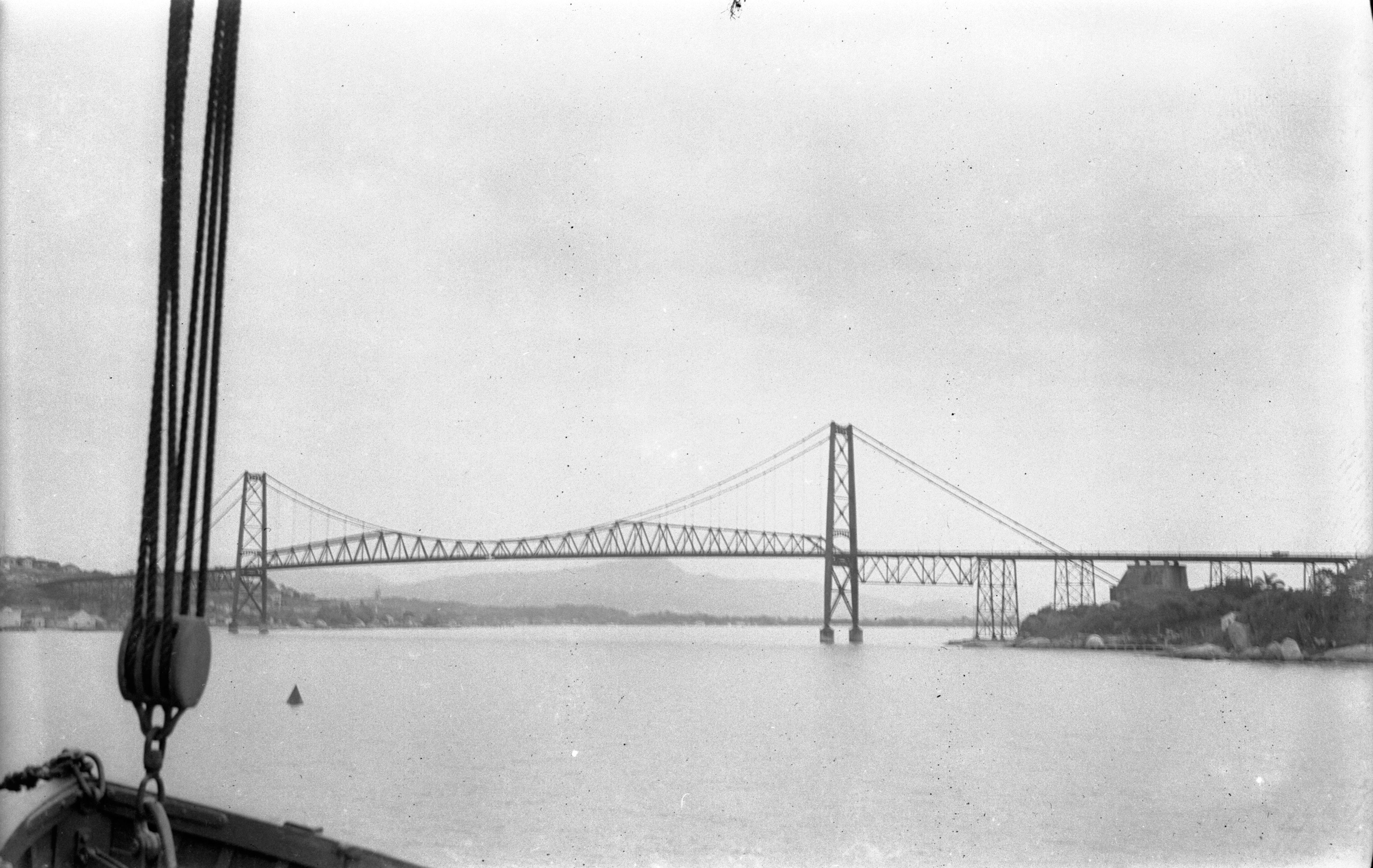
Pont Hercílio Luz en 1940

La ciutat, des d'inicis del segle xx, va passar per profundes transformacions. La construcció civil va ser un dels seus principals suports econòmics. A la implantació de les xarxes bàsiques d'energia elèctrica, subministrament d'aigua i clavegueram, s'hi va sumar la construcció del pont Hercílio Luz. Inaugurat el 1926, va ser el primer pont que unia l'illa amb el continent, i l'únic fins al 1975. A més, el 1944 va ser annexada al municipi la part continental, que fins llavors pertanyia a São José.
A partir de la dècada del 1970, l'illa va experimentar un ràpid increment d'habitants, coincidint amb el trasllat de la seu d'Eletrosul des de Rio de Janeiro cap al barri de Pantanal, i amb la instal·lació del campus de la Universitat Federal de Santa Catarina (UFSC) al barri de Trindade. En aquella mateixa dècada es va ampliar l'aeroport Hercílio Luz. La comunicació per carretera també va millorar significativament, gràcies a la construcció de dos nous ponts lligant l'illa al continent: el pont Colombo Salles i el pont Pedro Ivo Campos. La fesomia de la ciutat també va canviar, mercès a les terres guanyades al mar al districte Centro (davant del Mercat Municipal i l'edifici de l'Alfandega) i a la badia sud. Els barris més apartats de l'illa també van ser objecte d'intensa urbanització. Van sorgir nous barris, tal com Jurerê Internacional, d'alt nivell socioeconòmic, mentre en alguns punts va començar una ocupació desordenada, principalment als turons que voregen el centre de la ciutat.

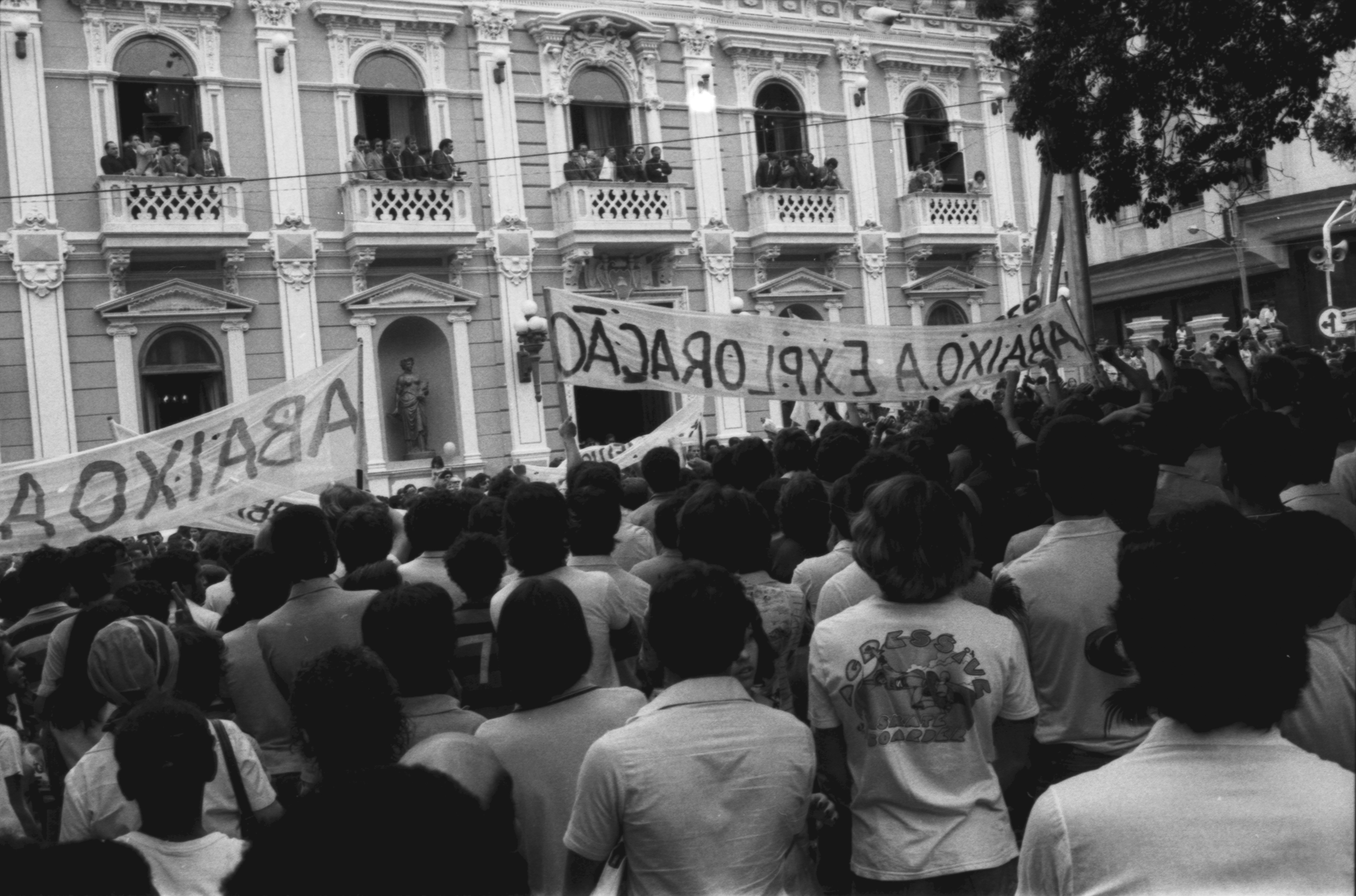
Manifestació coneguda com la Novembrada, 1979.

El 30 de novembre de 1979 van tenir lloc, al centre de la ciutat, els fets coneguts com la Novembrada. En plena dictadura militar, el general João Figueiredo —llavors President del país— va visitar Florianópolis. Després de la recepció oficial amb les autoritats al Palau Cruz e Sousa, el militar havia d'emprendre un petit passeig a peu pels carrers de la ciutat, però una manifestació estudiantil contrària al règim va barrar-li el pas. La policia va haver d'actuar, practicant nombroses detencions.
En l'inici del segle xxi, la ciutat va passar a tenir un dels pitjors índex de trànsit del Brasil, amb una mitjana inferior a un vehicle per cada dos habitants. El volum de cotxes s'intensifica en la temporada estival amb l'arribada massiva de turistes, col·lapsant les carreteres de l'illa. En la dècada del 2010, quan el Brasil va viure una etapa de grans inversions en infraestructures, es va inaugurar la nova terminal de passatgers de l'aeroport internacional de Florianópolis. També s'ha ampliat la xarxa de carreteres cap als barris perifèrics de l'illa —tot i que no s'ha aconseguit solucionar el col·lapse de trànsit en temporada alta de turisme— El desembre de 2019 va reobrir el pont Hercílio Luz, després de gairebé 30 anys tancat per greus problemes estructurals.

## Geografia

### Relleu
Florianópolis és una de les tres capitals del Brasil situades a illes (les altres dues sant Vitória i São Luís). Es localitza en l'est de l'estat de Santa Catarina i és banyada per l'Oceà Atlàntic. Gran part del seu territori (97,23%) està situat a l'illa Santa Catarina, que corre en paral·lel a la costa continental, separada per un estret canal. L'illa té una forma allargada i estreta, amb una longitud mitjana de 55 km i amplada mitjana de 18 km. L'illa està situada paral·lelament al continent, separats ambdós per un canal que mesura 500 metres en el seu punt més estret i que forma dues badies a banda i banda (badies nord i sud). Una altra porció de la ciutat està localitzada en el continent, on es troben barris importants com Estreito, Coqueiros, Bom Abrigo, Itaguaçu, Abraão, Capoeiras i Balneário, entre d'altres.
El seu relleu és format per crestes muntanyoses i discontínues, servint com a divisor d'aigües de l'illa. Les altituds varien entre 400 i 532 metres. El punt més alt de l'illa és el Morro do Ribeirão, amb 532 metres d'altitud. Existeixen a més dues grans llacunes: Lagoa da Conceição (d'aigua salada) i Lagoa do Peri (d'aigua dolça).

### Costa
Fins a la segona meitat del segle xx, es deia que Florianópolis tenia 42 platges, sent aquest un dels eslògans del municipi. Per encàrrec de l'Institut de Planificació Urbana de Florianópolis, es va realitzar per primer cop un estudi complet sobre les platges de la capital catarinense. Van ser mapejades més de 100 platges. Com l'objectiu del treball era toponímic, per a complir la llei municipal que determina la senyalització de totes les platges, encara van quedar fora del llistat més d'una desena que, de tan desconegudes, ni tenien nom. El centenar de platges catalogades són reconegudes com a tals per la població local, tenint, en alguns casos, més d'un nom. Algunes encara són poc conegudes pels turistes.
A més de la de Santa Catarina, el municipi s'estén per altres 30 illes i 12 illots. Les més conegudes só Raton Grande, Raton Pequena, Dona Francisca i l'illa de Campeche.
- Mata atlàntica preservada a al voltant de la Llacuna de Peri
- Platja de Naufragados
- Illa de Campeche vista des de l'illa Santa Catarina
- Cabanya de pescadors a la badia nord

### Clima
Florianópolis presenta les característiques climàtiques inherents al litoral sud-brasiler. Les estacions de l'any estan ben caracteritzades, estiu i hivern ben definits, sent la tardor i la primavera de característiques semblants. La mitjana de les màximes del mes més calent varia de 26 °C a 31 °C i la mitjana de les mínimes del mes més fred, de 7,5 °C a 12 °C. La temperatura mitjana anual es troba entorn dels 24 °C. La temperatura més baixa registrada a la ciutat va ser de 0,6 °C (2016) i la màxima va ser de 39,7 °C (2019). Les glaçades no són freqüents, però tenen lloc esporàdicament a l'hivern. A causa de la proximitat del mar, la humitat relativa de l'aire és del 80% de mitjana. La precipitació és bastant significativa i ben distribuïda durant l'any. La precipitació normal anual per al període de 1911-1984 va ser de 1521 mm. No existeix una estació seca, sent l'estiu generalment l'estació que presenta el major índex pluviomètric (Hermann et al., 1986). Entre gener i març (estiu austral) poden donar-se abundants precipitacions, amb una mitjana de 160 mm mensuals, mentre que d'abril a desembre hi ha poca variació, amb una mitjana entorn de 100 mm mensuals. Els valors més baixos ocorren entre juny i agost.

### Flora i fauna
A Florianópolis ocorren naturalment bàsicament tres grans grups de vegetació, tots considerats dins el bioma de mata atlàntica: selva tropical; mangle i restinga. Cada tipus de vegetació per la seva banda presenta diferents subtipus i pràctiques d'evolució, sent que gràcies al relleu accidentat de l'illa de Santa Catarina, els diferents ecosistemes presents són enriquits encara més per diferents elements geogràfics, com llacunes, rius, dunes, penya-segats o platges, fent la ciutat riquíssima en paisatges naturals.
Instituïts per llei, l'arbre símbol de la ciutat és el garapuvu (Schizolobium parahyba) i la flor símbol és l'orquídia Cattleya purpurata, que també és símbol de l'Estat de Santa Catarina. L'au símbol de la ciutat és l'alció verd amazònic (Chloroceryle amazona, en portuguès martim-pescador-verde); i l'amfibi és la rana manezinha (Ischnocnema manezinho).
La pesca i la mitilicultura han sigut un dels motors econòmics històrics de la ciutat. La tainha i les escopinyes són menges tradicionals, i Florianópolis ha esdevingut un dels principals productors mundials d'ostres.
- Garapuvu
- Orquídia lélia-púrpura
- Martim-pescador-verde

## Dades demogràfiques
| Any cens | Habitants | Creixement |
| -------- | --------- | ---------- |
| 1872     | 25 709    |            |
| 1890     | 30 687    | 19,40%     |
| 1900     | 32 229    | 5,00%      |
| 1920     | 41 338    | 28,30%     |
| 1940     | 46 771    | 13,10%     |
| 1950     | 67 630    | 44,60%     |
| 1960     | 98 520    | 45,70%     |
| 1970     | 143 414   | 45,60%     |
| 1980     | 196 055   | 36,70%     |
| 1991     | 254 941   | 30,00%     |
| 2000     | 341 781   | 34,10%     |
| 2010     | 421 240   | 23,20%     |
| 2022     | 537 211   | 27,50%     |

| Districte                     | Habitants | Mapa |
| ----------------------------- | --------- | ---- |
| Florianópolis (districte seu) | 276.224   |      |
| Ingleses do Rio Vermelho      | 51.313    |      |
| Campeche                      | 47.332    |      |
| Ribeirão da Ilha              | 35.037    |      |
| São João do Rio Vermelho      | 30.751    |      |
| Cachoeira do Bom Jesus        | 27.783    |      |
| Canasvieiras                  | 25.371    |      |
| Lagoa da Conceição            | 13.608    |      |
| Pântano do Sul                | 9.565     |      |
| Santo Antônio de Lisboa       | 8.051     |      |
| Barra da Lagoa                | 6.353     |      |
| Ratones                       | 5.823     |      |

### Composició ètnica
En 2022, la població de Florianópolis posseïa la següent distribució per color: 410.298 persones blanques (76,38%), 87.542 mulats (16,3%), 35.813 negres (6,67%), 2.398 grogues (0,45%) i 1.148 indígenes (0,21%).

## Turisme
La ciutat està dotada de forts traços de la cultura açoriana, observats en les edificacions, artesania, en el folklore, cuina i en les tradicions religioses. Florianópolis té en el seu turisme diversificat una de les seves principals fonts de renda. Presentment, entre els atractius turístics, a més de les platges, tenen importància particular les localitats on es van instal·lar les primeres comunitats d'immigrants açorians, com Ribeirão da Ilha, Lagoa da Conceição, Santo Antônio de Lisboa i el propi centre històric.

### Patrimoni històric
La Plaça XV de Novembro (data que rememora la Proclamació de la República) és el principal punt de convergència de la ciutat. Destaca pels seu valor arquitectònic i cultural, i per continuar sent un punt de trobada per als residents de la ciutat. Al bell mig de la plaça s'hi troba la famosa figuera centenària, que data de 1871. A més d'aquest arbre portentós, la plaça conté el jardí Oliveira Bello, inaugurat l'any 1891, i a terra hi ha diversos mosaics que dibuixen figures populars de l'illa. Aquest lloc és també l'epicentre històric de Florianópolis, doncs a la part alta de la plaça s'hi troba la Catedral Metropolitana, erigida al mateix lloc on el fundador Francisco Dias Velho hi va construir la primera capella. Inaugurat el 1773, al temple s'hi han fet diverses actualitzacions, com el rellotge de la façana (1897), el conjunt d'escultures a mida real representant la Fugida a Egipte —obra del tirolés Ferdinand Demetz (1902)—, l'ampliació dels laterals (1922), l'orgue (1924) o els vitralls (1949). L'any 1908, va ser elevada a la condició de catedral.
Als voltants de la plaça hi ha diversos edificis de gran valor arquitectònic, com el Museu de l'Escola Catarinense, antiga escola normal de l'estat; el Palau Cruz e Sousa, que fou residència del governador i encara és l'escenari de recepcions de gala; o la Casa da Câmara, que ha estat seu dels jutjats, la presó i la cambra municipal. Un dels trets característics de l'arquitectura tradicional florianopolitana són els sobrados de dues plantes. Cinc d'ells, a la cantonada de la plaça XV i el carrer Fernando Machado, van ser declarats patrimoni material de la ciutat.
A un centenar de metres de la plaça es troben dues de les construccions més emblemàtiques de Florianópolis. La primera és l'antic edifici de Duanes (Alfândega), que data de 1876 (l'anterior seu havia quedat derruïda per una explosió 13 anys abans). Cal recordar que fins mitjan segle xx, l'Alfândega quedava a tocar del mar; el terraplanament d'aquesta part de la badia va allunyar la línia de costa i l'agència federal de duanes va traslladar-se. L'equipament i la plaça adjacent (Largo da Alfândega) van restar semiabandonats i van necessitar una restauració entre 2018 i 2021. La segona construcció és el Mercat Públic de Florianópolis. La ciutat va projectar un mercat municipal l'any 1847 i les obres van allargar-se durant 4 anys. El 1851, abans de la seva inauguració, es va comprovar que l'estructura no aguantaria i va caldre enderrocar-lo. L'actual equipament data de 1899 i és conegut per la barreja de paradetes d'aliments, articles diversos de primera necessitat i una zona de restaurants molt concorreguda. El mercat va patir un incendi l'any 2005, que va afectar greument una de les ales de l'edifici.
En aquesta mateixa zona de la ciutat hi ha diversos carrers tradicionals. És el cas de la Rua Francisco Tolentino, que antigament era primera línia de mar. Hi ha diversos edificis, antics magatzems per a les mercaderies, que han sigut restaurats degut al seu alt valor arquitectònic. Els dos carrers de sobre, la Rua Conselheiro Mafra i la Rua Felipe Schmidt, són dues importants vies plenes de comerços de tot tipus, alguns encara situats en antics sobrados. La cantonada de Felipe Schmidt amb la rua Trajano era coneguda com Esquina Democrática i s'hi trobava el Café Ponto Chic o "Senadinho", un punt de reunió de la ciutadania per debatre informalment sobre política nacional i local. Al capdamunt del carrer Mafra, oposat a la plaça XV, es troba el Parc de la Llum (Parque da Luz), l'extrem insular del pont Hercílio Luz i un imponent mirador sobre la badia i la costa de la península.
- La figuera centenària de la Plaça XV de Novembro
- Palau Cruz e Sousa
- Mercat Públic
- Rua Felipe Schmidt

### Museus
Al centre de la ciutat hi ha diversos museus que es poden visitar. A més del mencionat Museu de l'Escola, destaca la Casa Museu del pintor Victor Meirelles (1832-1902); el Museu Històric de Santa Catarina, situat al Palau Cruz e Sousa, on també hi ha el mausoleu de l'escriptor (1861-1898); el Museu del Sanejament, situat en una antiga estació de bombeig d'aigües residuals. A la Casa da Alfândega es pot entrar lliurement a la Galeria d'Artesania, on es reuneixen puntaires, pintors, orfebres i altres manufacturers per treballar, exposar i vendre la seva obra. A l'edifici del Colégio Catarinense es troben les instal·lacions del Museu de l'Home de Sambaqui, amb restes prehistòriques conservades dels primers habitants de l'illa.

### Fora del Centre
El districte seu de la ciutat és el nucli comercial i financer de la capital catarinense. Els barris perifèrics tenen identitat pròpia. A la costa oest i sud de l'illa es troben aquells amb major presència del passat açorià de Santa Catarina, com és el cas de Santo Antônio de Lisboa, Ribeirão da Ilha, Caieira o Pântano do Sul. La zona nord és el destí preferit dels turistes que arriben a l'illa, principalment paulistes, paranaenses, gaúchos o visitants dels veïns llatinoamericans (argentins i uruguaians, en gran majoria). Destaquen Ingleses, Cachoeira do Bom Jesus, Canasvieiras i Jurerê. Les platges de l'est, que reben tota la força de l'Atlàntic, són les més cercades pels surfistes: Praia Mole, Campeche o Joaquina són les més conegudes. A l'interior de l'illa, els contorns de les llacunes de Conceição i Peri permeten fer un turisme més reposat, excursionisme i càmping.
- Edificacions d'estil açorià a Santo Antônio de Lisboa
- Platja de la urbanització Jurerê Internacional
- La pau de la Lagoa da Conceição
- La platja Galheta és un lloc idíl·lic per a la pràctica del surf

## Oci

### Cultura
Florianópolis és una ciutat amb una gran riquesa cultural. Entre les manifestacions típiques de l'illa més destacades, es troben la festa del Boi de Mamão, el Carnestoltes (el tradicional de Santo Antônio de LIsboa i la gran festa a la passarel·la Nego Querido), la Festa do Divino o els castells de focs artificials de cap d'any (els tercers més grans del Brasil). Figures com les benzedeiras —una mena de curandera— encara es mantenen vives a l'illa.

### Esports

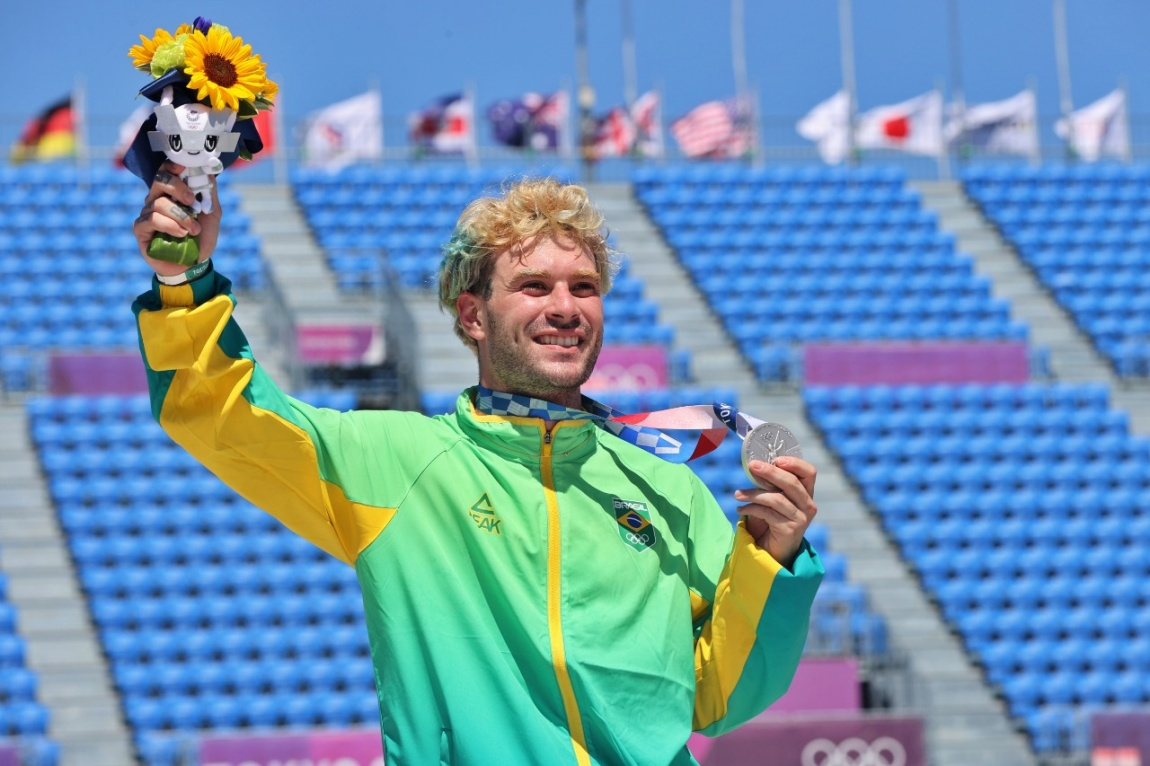
Pedro Barros en el podi del skate als Jocs Olímpics de Tòquio, on va ser medallista de plata

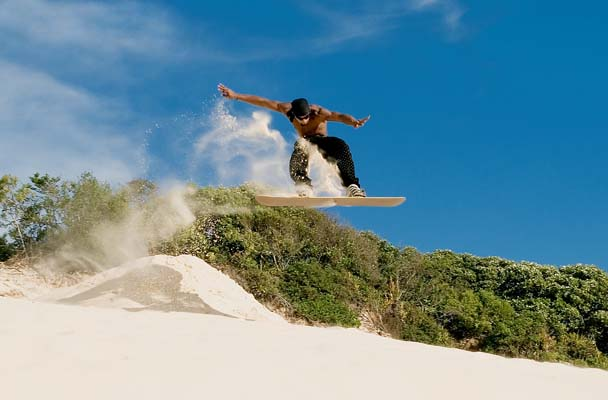
Practicant de surf d'arena en una de les dunes del municipi

Diferents esports, col·lectius i individuals, han sigut importants en la història de Florianópolis. Anualment es disputen a la ciutat curses d'ironman, a més de maratons i altres proves, com la Volta a l'Illa, la major cursa de relleus d'Amèrica Llatina per longitud.
Gustavo Kuerten és considerat el major tennista masculí brasiler de tots els temps, havent estat vencedor de tres torneigs de Roland Garros i haver arribat al número 1 del rànquing de l'ATP. Gràcies a fama de Guga, Florianópolis es va convertir en un punt neuràlgic de l'esport i va ser la seu de competicions internacionals com la Copa Davis i la Fed Cup (actual Billie Jean King Cup).
L'skate ha destacat com un esport important, amb àrees dedicades en diversos barris. Isadora Pacheco i Yndiara Asp, ambdues campiones nacionals en la modalitat park, i Pedro Barros, campió mundial i multi medallista en els X Games en la mateixa modalitat, van representar el Brasil als Jocs Olímpics de Tòquio en 2021, amb Barros conquerint la medalla de plata. Florianópolis també es destaca en l'escenari nacional del rugbi. El Desterro Rugby Clube, fundat el 1995, ha vencut el Campionat Brasiler de Rugbi XV en tres ocasions, en 1996, 2000 i 2005; a més d'un campionat de Sevens, el 2014.
Els esports nàutics són molt populars, com el submarinisme o el rem. Tot i no ser un esport de masses a l'illa, cal destacar la figura de Fernando Scherer, guanyador de diverses medalles i rècords mundials i olímpics. Encara en l'aigua, el surf també és bastant popular entre professionals i aficionats, amb desenes de platges amb ones adequades i un clima variat que ajuda en l'adaptació de surfistes brasilers, que necessiten enfrontar aigües fredes en competicions mundials. L'excampió del món de surf, el paulista Adriano de Souza "Mineirinho", viu i entrena a la ciutat des de 2010.
L'esport més popular del Brasil, el futbol, va tenir diversos representants al llarg dels anys, tant en el masculí com en el femení. Dos clubs professionals de futbol masculí s'han mantingut fins avui. El Figueirense FC va ser fundat el 1921 i té com colors el negre i el blanc. Conegut pels seus aficionats pel sobrenom "Figueira", també és conegut com "L'Huracà de l'Estret", pel barri d'Estreito, on es troba el seu estadi, l'Orlando Scarpelli. L'Avaí FC va ser fundat el 1923 i té com colors el blau i el blanc. És conegut com "el Lleó de l'Illa" i juga en el barri Carianos, a l'estadi Aderbal Ramos da Silva, més conegut com "Ressacada". L'equip femení de l'Avaí va ser finalista del Campionat Brasiler de 2020 i va participar de la Copa Libertadores de 2020 i 2021.